# Vaja
Vaja é uma cidade da Hungria, situada no condado de Szabolcs-Szatmár-Bereg. Tem 28,61 km² de área e sua população em 2019 foi estimada em 3.515 habitantes.